# Henry Knox
Pour les articles homonymes, voir Knox.
Henry Knox, né le 25 juillet 1750 à Boston (Province de la baie du Massachusetts) et mort le 25 octobre 1806 dans le comté de Knox (nommé en son honneur, dans le Maine), est un libraire américain qui devint commandant en chef de l'artillerie de l'Armée continentale avant d'occuper le premier mandat de secrétaire à la Guerre des États-Unis.

## Famille et jeunesse

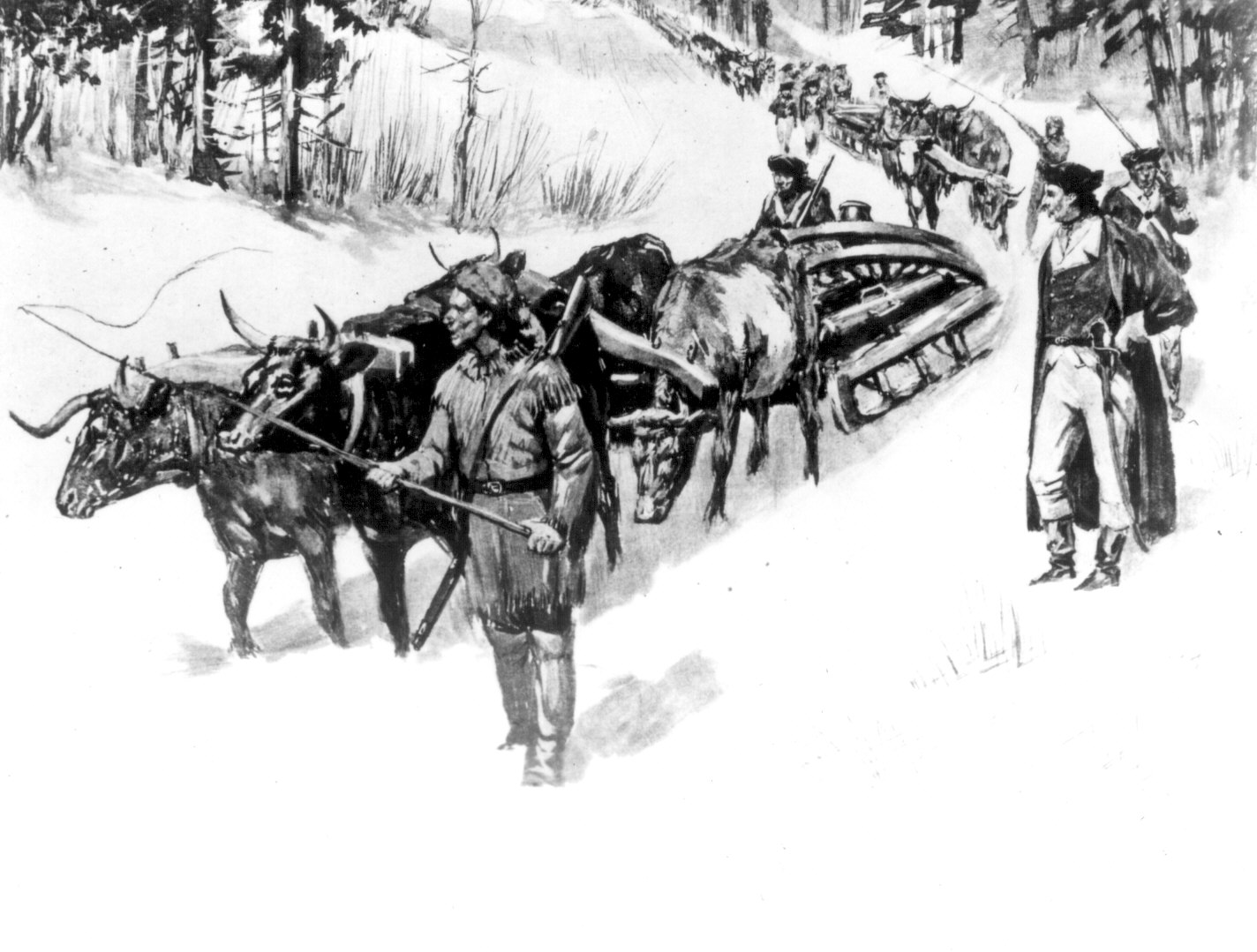
Henry Knox surveillant l'artillerie de l'armée continentale allant au siège de Boston lors de l’expédition Knox.

Knox est le fils d'immigrants irlando-écossais, son père, capitaine dans la marine marchande meurt en 1759. Henry quitte l'école à douze ans et devient secrétaire dans une librairie afin d'aider sa mère. Il ouvre plus tard sa propre librairie à Boston, la London Book Store. Pratiquement autodidacte, il commence à lire des ouvrages militaires, en particulier ceux traitant d'artillerie.
Henry épouse Lucy Flucker (1756-1824), fille de loyalistes de Boston, le 16 juin 1774. Malgré les nombreuses et longues séparations dues à son engagement dans l'armée, leur couple demeurera uni tout au long de leurs vies s'échangeant une importante correspondance. Après avoir dû fuir Boston en 1775, Lucy reste tout au long de la guerre d'indépendance, sans domicile fixe. Ses parents ayant suivi les troupes britanniques lors de leur retraite de Boston après la victoire de l'armée de George Washington à Dorchester Heights, qui ironiquement doit beaucoup à l'artillerie d'Henry Knox son mari, elle ne les reverra plus jamais.
Le 24 janvier 1776, Henry Knox arrive à Cambridge (Massachusetts) avec l'artillerie qu'il a transporté depuis Fort Ticonderoga au sud du lac Champlain. 
En 1783, il est l'un des fondateurs de la Société des Cincinnati. Il rédige son document fondateur et en établit l’organisation comme une société fraternelle et héréditaire d’officiers vétérans
Il meurt le 25 octobre 1806 à l'âge de 56 ans d'une infection occasionnée par un os de poulet s'étant planté malencontreusement dans sa gorge.

## Hommages
Son nom fut donné au terrain militaire de Fort Knox, zone où se trouve la réserve d'or des États-Unis, et au Henry Knox Trail, réseau de chemins et sentiers dans l'État du Maine historiquement marqués par l'expédition Knox.